# Royal Rumble (2000)
Royal Rumble (2000) — тринадцатое в истории рестлинг-шоу Royal Rumble, организованное World Wrestling Federation (WWF, ныне WWE). Оно состоялось 23 января 2000 года в Нью-Йорке в «Мэдисон-сквер-гардене».
Главным событием был матч «Королевская битва» 2000 года, который выиграл Скала, последним выбросив Биг Шоу. Предпоследним был матч «уличная драка» между Трипл Эйчем и Кактусом Джеком за звание чемпиона WWF, который Трипл Эйч выиграл и сохранил титул. WWE назвала это событие одним из «15 лучших pay-per-view за всю историю», а матч «уличная драка» получил высокую оценку различных рецензентов.

## Результаты
| №                               | Результаты                                                                                          | Условия                                                                        | Время |
| ------------------------------- | --------------------------------------------------------------------------------------------------- | ------------------------------------------------------------------------------ | ----- |
| 1                               | Тэзз победил Курта Энгла                                                                            | Одиночный матч                                                                 | 10:00 |
| 2                               | «Братья Харди» (Джефф Харди и Мэтт Харди) победили «Братьев Дадли» (Бубба Рэй Дадли и Ди-Вон Дадли) | Первый в истории командный матч со столами                                     | 14:00 |
| 3                               | Крис Джерико (c) победил Чайну (c) и Хардкор Холли                                                  | Матч «Тройная угроза» за титул неоспоримого интерконтинентального чемпиона WWF | 16:50 |
| 4                               | «Изгои нового века» (Роуд Догг и Билли Ганн) (c) победили «Аколитов» (Бредшоу и Фаарук)             | Командный матч за титул командных чемпионов WWF                                | 8:48  |
| 5                               | Трипл Эйч (c) победил Кактуса Джека                                                                 | Уличная драка за титул чемпиона WWF                                            | 13:19 |
| 6                               | Скала выиграл «Королевскую битву»                                                                   | Матч «Королевская битва» 30-ти рестлеров                                       | 50:30 |
| - (ч) – чемпион на начало матча | |                                                                                |       |

### Матч «Королевская битва»
Рестлеры выходили каждые 90 секунд
| Рестлер | Рестлер             | Кем выбит | Кем выбит                                                                        | Время |
| ------- | ------------------- | --------- | -------------------------------------------------------------------------------- | ----- |
| 1       | Ди'Ло Браун         | 3         | Рикиши                                                                           | 6:08  |
| 2       | Гранд Мастер Сексей | 4         | Рикиши                                                                           | 7:42  |
| 3       | Мош                 | 1         | Рикиши                                                                           | 3:37  |
| 4       | Кристиан            | 2         | Рикиши                                                                           | 2:08  |
| 5       | Рикиши              | 8         | Большим Боссом, Тестом, Британским Бульдогом, Гангрелом, Эджем и Бобом Бэклундом | 16:23 |
| 6       | Скотти 2 Хотти      | 5         | Рикиши                                                                           | 1:02  |
| 7       | Стив Блэкмен        | 6         | Рикиши                                                                           | 0:44  |
| 8       | Висцера             | 7         | Рикиши                                                                           | 1:25  |
| 9       | Большой Босс        | 15        | Роком                                                                            | 22:47 |
| 10      | Тест                | 17        | Биг Шоу                                                                          | 26:17 |
| 11      | Британский Бульдог  | 13        | Дорожным Псом                                                                    | 15:22 |
| 12      | Гангрел             | 18        | Биг Шоу                                                                          | 23:19 |
| 13      | Эдж                 | 14        | Элом Сноу и Валом Венисом                                                        | 14:48 |
| 14      | Боб Бэклунд         | 9         | Крисом Джерико                                                                   | 2:00  |
| 15      | Крис Джерико        | 10        | Чайной                                                                           | 3:47  |
| 16      | Крэш Холли          | 16        | Роком                                                                            | 14:54 |
| 17      | Чайна               | 11        | Большим Боссом                                                                   | 0:37  |
| 18      | Фарук               | 12        | Большим Боссом                                                                   | 0:18  |
| 19      | Дорожный Пёс        | 25        | Билли Ганном                                                                     | 19:02 |
| 20      | Эл Сноу             | 24        | Роком                                                                            | 17:17 |
| 21      | Вэл Венис           | 20        | Каином                                                                           | 11:47 |
| 22      | Принц Альберт       | 21        | Каин                                                                             | 11:23 |
| 23      | Хардкор Холли       | 22        | Элом Сноу                                                                        | 11:48 |
| 24      | Рок                 | -         | ПОБЕДИТЕЛЬ                                                                       | 14:47 |
| 25      | Билли Ганн          | 26        | Каином                                                                           | 9:38  |
| 26      | Биг Шоу             | 29        | Роком                                                                            | 11:12 |
| 27      | Брэдшоу             | 19        | Дорожным Псом и Билли Ганном                                                     | 0:25  |
| 28      | Каин                | 27        | Икс-Паком                                                                        | 6:11  |
| 29      | Папочка             | 23        | Биг Шоу                                                                          | 1:32  |
| 30      | Икс-Пак             | 28        | Биг Шоу                                                                          | 3:32  |

## Остальные
| Комментаторы - Джерри «Король» Лоулер - Джим Росс Испанские комментаторы - Карлос Кабрера - Хьюго Савинович Судьи - Джек Доан - Эрл Хебнер - Джим Кордерас - Теодор Лонг - Чад Паттон - Майк Спаркс - Тим Уайт | Интервьюеры - Джонатан Коачмэн - Майкл Коул Так же - Фрэдди Бласси — Судья конкурса - Говард Финкель — Аннонсер - Тони Гареа — Официальное Лицо / Судья конкурса - Дэйв Хебнер — Официальное Лицо - Невероятная Мула — Судья конкурса - Энди Рихтер — Судья конкурса - Сержант Потрошитель — Официальное Лицо / Судья конкурса - Джонни Вэлиант — Судья конкурса - Марк Итон — Официальное Лицо |